# Huttoniidae
Huttoniidae es una familia de arañas araneomorfas, con un solo género y una sola especie: Huttonia palpimanoides. 
Forma parte de la superfamilia de los Palpimanoidea, juntamente con los Stenochilidae y los Palpimanidae. Producen seda no cribelada.

## Sistemática
La familia fue separada de la familia Zodariidae el 1984, por Forster & Platnick. Los fósiles de este taxón se han encontrado en ámbar del Cretácico (Canadá), que alarga la edad geológica conocida de la familia en unos 80 millones de años, y que confirma la teoría de que Huttonia palpimanoides es una especie de reliquia exterior. Están, probablemente, estrechamente relacionadas con Spatiatoridae, una familia de arañas fósiles.
Huttonia palpimanoides es endémica de Nueva Zelanda. Aunque solo está descrita esta especie, existen alrededor de 20 especies más no descritas, todas de Nueva Zelanda (Forster & Forster, 1999).